# Mabí

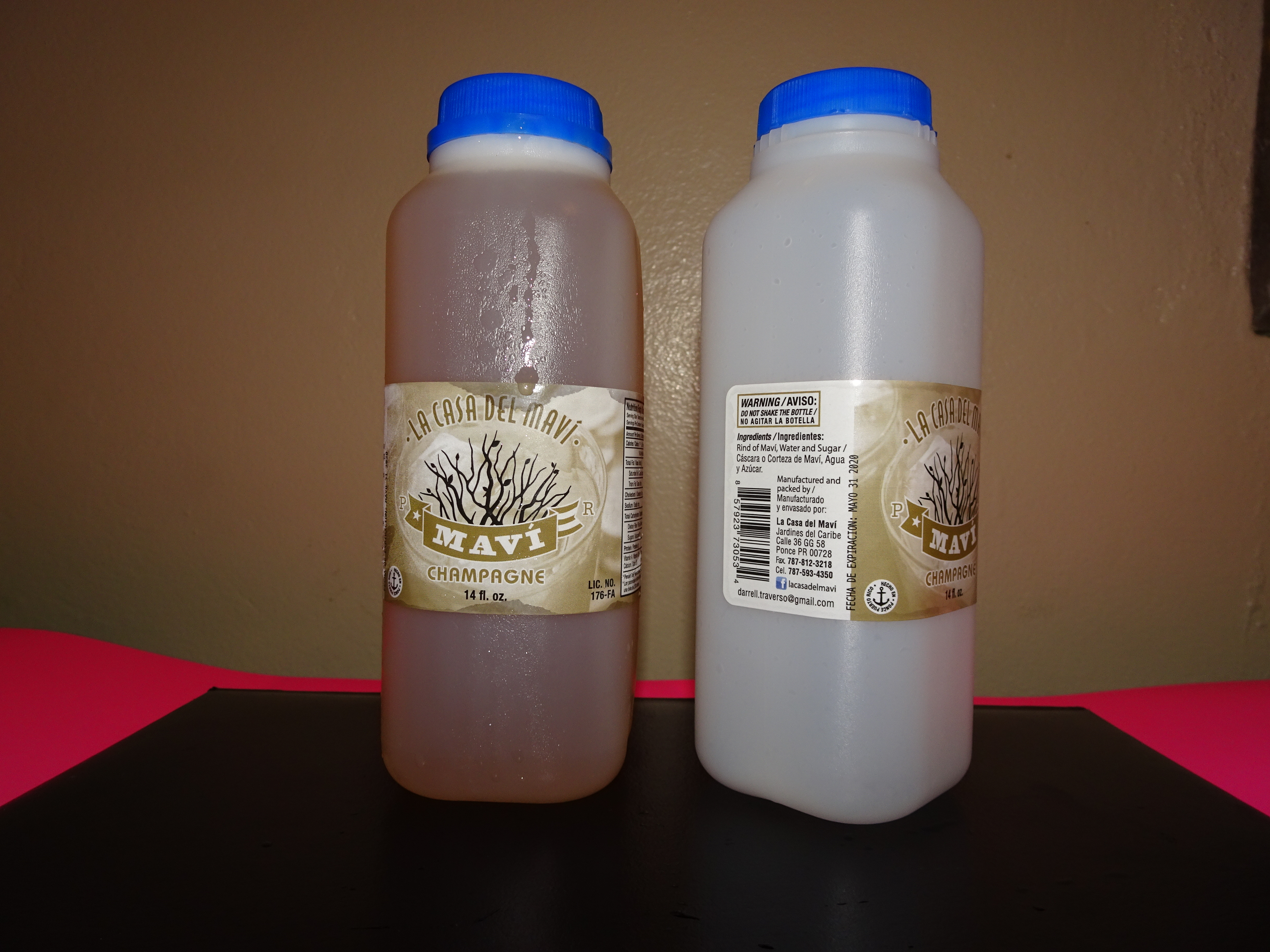
Botellas de Maví, producto elaborado por una empresa local en Ponce, Puerto Rico.

El mabí es una bebida a base de fruta de árbol consumida ampliamente. 
Se hace a partir de azúcar y corteza y/o la fruta de ciertas especies del género Colubrina como Colubrina elliptica (también llamado behuco indio) y Colubrina arborescens, un árbol pequeño del norte del Caribe y el sur de la Florida. Las preparaciones usualmente incluyen otras especias como el anís, que es muy común. 
Haití y la República Dominicana son los dos principales exportadores de la corteza y las hojas.  A menudo, la bebida se fermenta usando una porción del lote listo, aunque a veces se consume sin fermentar. El mabí a menudo se compra como jarabe y se mezcla con agua (carbonatada o normal) al gusto del consumidor, pero mucha gente aún lo hace en casa. Su sabor es inicialmente dulce, parecido a la cerveza de raíz, pero cambia a un retrogusto amargo, prolongado pero no astringente. Para muchos es un sabor adquirido, y se sabe que causa una inesperada reacción laxante a muchos que la toman por primera vez.
Mauby Fizzz es una versión carbonatada de la bebida producida comercialmente en Trinidad y Tobago a partir de la corteza del mabí. No es fermentada. Una versión similar, llamada Hairoun Mauby, es producida también en San Vicente y las Granadinas.

## Denominaciones regionales
- Guantánamo, Cuba: prú.
- República Dominicana: mabí.
- Puerto Rico: maví.
- San Vicente y las Granadinas, Santa Lucía, Trinidad y Tobago, Grenada, Guyana, Bermuda, Barbados y Anguila: mauby.
- Haití: mabi.
- Islas Vírgenes, San Eustaquio, San Martín y Saba: maubi.
- Güiria, Venezuela: mabí[1][2] Se elabora de forma casera con la corteza del árbol abeyuelo, raíz de jengibre y endulzado con panela.